# Magnolia stellata

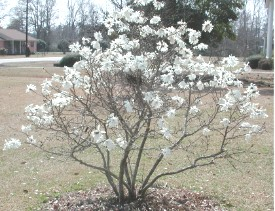
Magnolia stellata (hábito na primavera).

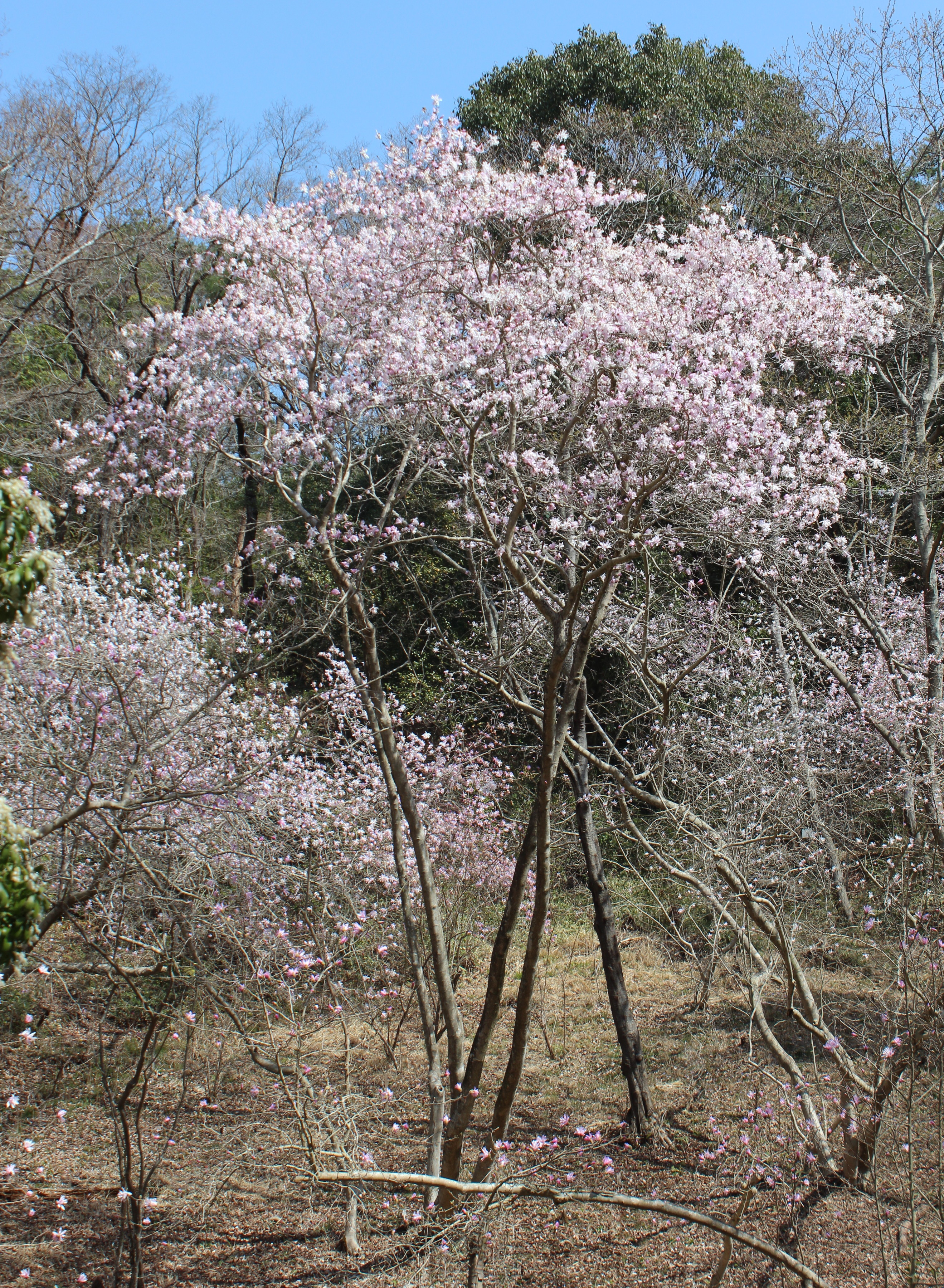
Vista da planta em flor.

Magnolia stellata é uma espécie de plantas com flor pertencente à família das Magnoliaceae. De crescimento muito lento, é um arbusto (mesofanerófito) caducifólio que produz grandes flores em forma de estrela antes do surgimento da folhagem primaveril. A espécie é nativa do Japão, mas é utilizada como planta ornamental em todas as regiões subtropicais e temperadas do mundo.

## Descrição
M. stellata é um arbusto caducifólio, por vezes uma pequena árvore, muito ramificado na base, de porte arredondado, com 2–3 m de altura. É uma espécie de crescimento muito lento que prefere solos ácidos (embora possa suportar os solos ligeiramente alcalinos). Cresce em locais abrigados, pois as flores são sensíveis ao vento e ao frio. O ritidoma é de coloração acinzentada, liso quando a árvore é jovem e com pequenas escamas quando madura. As árvores crescem até aos 4,5–6 m de altura.
As folhas são simples, oblongas, alternas, arredondadas, com 4–13 cm de comprimento e 2,5-6,5 cm de largura, com a margem frequentemente ondulada. O anverso da folha é de coloração verde escura e o reverso é de um verde mais pálido.
As flores são solitárias, aromáticas, que aparecem em finais do inverno, antes do brotamento da folhagem. São flores tem uma forma muito peculiar de estrela, com 7 a 10 cm de diâmetro, com 12-18 (-33 ) tépalas internas petalóides, longas e estreitas, com 4 a 7 cm de comprimento. As flores são grande e de cor branca ou rosa.
É um parente próximo da espécie Magnolia kobus, tanto que alguns autores consideram a espécie uma variedade ou um cultivar desta última.
É uma planta ornamental comum na Europa e em parte da América do Norte.

## Taxonomia
Magnolia stellata foi descrita por (Siebold & Zucc.) Maxim. e publicada em Systema Naturae, Editio Decima 2: 1082. 1759.
A etimologia do nome genérico Magnolia é o nome de Pierre Magnol, um botânico de Montpellier (França). O epíteto específico stellata deriva do vocábulo latino que significa "estrelada".
A espécie tem uma rica sinonímia que inclui:
- Buergeria stellata Siebold & Zucc., Abh. Math.-Phys. Cl. Königl. Bayer. Akad. Wiss. 4: 186 (1845).
- Talauma stellata (Siebold & Zucc.) Miq., Ann. Mus. Bot. Lugduno-Batavi 2: 257 (1866).
- Magnolia kobus f. stellata (Siebold & Zucc.) Blackburn, Popular Gard. (London) 5(3): 68 (1954).
- Magnolia kobus var. stellata (Siebold & Zucc.) Blackburn, Amatores Herb. 17: 2 (1955).
- Yulania stellata (Maxim.) N.H.Xia, in Fl. China 7: 75 (2008).[4][5]